# Chiến dịch Junction City
Junction City (thường phiên âm thành Gian-xơn Xi-ty) là một chiến dịch kéo dài 82 ngày của Quân đội Mỹ và Quân lực Việt Nam Cộng hòa nhắm vào các căn cứ của lực lượng Mặt trận Dân tộc Giải phóng miền Nam Việt Nam ở Chiến khu C, tức vùng Lò Gò - Xa Mát ngày nay (phía Việt Nam Cộng hòa gọi là Vùng III chiến thuật) vào đầu năm 1967. Đây là cuộc hành quân lớn nhất của Mỹ trong Chiến tranh Việt Nam - huy động 35.000 quân Mỹ và Việt Nam Cộng hoà và kéo dài từ 22 tháng 2 đến 15 tháng 4 năm 1967, nhưng kết quả đã thất bại.
Chiến dịch bắt đầu bằng một trong những cuộc đột kích bằng máy bay trực thăng quy mô nhất, 240 chiếc trên bầu trời tỉnh Tây Ninh. Quân đội Mỹ huy động 30.000 lính cho chiến dịch phối hợp với 5.000 lính Việt Nam Cộng hòa. Cũng trong thời gian này, họ cũng khai triển cuộc hành quân Ala Moana ở phía tây Hậu Nghĩa gần địa giới Tây Ninh để tìm diệt lực lượng Quân Giải phóng đang tập trung tại vùng này. Với ưu thế áp đảo về mọi mặt, quân Mỹ dự định sẽ phá hủy các căn cứ và các cơ quan đầu não lãnh đạo quân Giải phóng ở vùng Chiến khu C phía bắc Sài Gòn. Sau 53 ngày chiến dịch, quân Mỹ thu được một số kho vũ khí, đạn dược, lương thực... nhưng đã không kiếm được một trận đánh lớn nào với lực lượng quân Giải phóng. Ngược lại, quân Giải phóng thực hiện chiến lược phân tán lực lượng, đánh tập kích các đơn vị Mỹ rồi rút lui nhanh chóng, các cơ quan đầu não lãnh đạo của quân Giải phóng thì vẫn an toàn thoát khỏi vòng vây của quân Mỹ. Chiến dịch được coi là một thất bại của Mỹ bởi họ không đạt được bất kỳ mục tiêu nào đã đề ra.

## Diễn biến

### Tương quan lực lượng
- Về phía Mỹ và Việt Nam Cộng hòa: Tổng số quân và thiết bị quân sự tham chiến là 35.000 quân trong 9 lữ đoàn; 300 trực thăng; 3 phi đoàn máy bay vận tải, hàng trăm xe tăng - xe thiết giáp... do tướng 3 sao Jonathan Seaman, Tư lệnh Dã chiến II trực tiếp chỉ huy.
- Về phía Mặt trận Dân tộc giải phóng miền Nam: Tổng lực lượng bao gồm chủ lực, địa phương quân, du kích các cơ quan là 15.000 bộ đội, được phân chia theo từng tổ chiến đấu, ấp chiến đấu, xã chiến đấu... tinh thần là bám trụ bảo vệ từng cơ quan và địa bàn, sẵn sàng đánh trả khi có điều kiện. Lực lượng chủ lực được chia làm hai bộ phận, một bộ phận phân tán mỏng cùng với du kích các cơ quan lo bảo vệ các căn cứ, kho tàng; một bộ phận được ẩn giấu chờ đối phương sơ hở sẽ tổ chức phản công. Chỉ huy lực lượng chống càn do Lê Đức Anh, Tham mưu trưởng Quân Giải phóng miền Nam Việt Nam đảm trách.

Do tương quan quá chênh lệch, Bộ chỉ huy quân Giải phóng đề ra phương châm: Phải chuẩn bị sẵn sàng, bám trụ vững chắc, phản công kiên quyết, tiến công mạnh mẽ liên tục, kết hợp ba thứ quân đánh nhỏ, đánh vừa và tạo điều kiện đánh lớn, bảo đảm đánh dài ngày, mạnh bạo nhưng chắc thắng; cố gắng tiêu diệt được nhiều sinh lực địch, bảo vệ cơ quan và kho tàng trong căn cứ. Phương án tác chiến được đưa ra: Du kích cơ quan, bộ đội địa phương và bộ đội bảo vệ căn cứ, bám đánh địch tại chỗ, giữ các "ấp, xã chiến đấu" để đánh du kích, nơi địch không đến thì bung ra tìm địch mà đánh, vừa chiến đấu vừa phục vụ chiến đấu, bảo vệ an toàn cơ quan, căn cứ.

### Giai đoạn I
Giai đoạn này (từ ngày 22 tháng 2 đến ngày 15 tháng 3 năm 1967) hướng tiến công chủ yếu của chiến dịch là phía bắc tỉnh Tây Ninh, mũi tập trung chính yếu nhắm vào khu vực nằm về phía đông quốc lộ số 22, phía Tây tỉnh lộ số 4 (Tây Ninh đi Cà Tum), áp sát lên biên giới Campuchia. Vùng Tà Đạt là hợp điểm của cuộc hành quân.
Trước đó, từ ngày 2 tháng 2 đến ngày 21 tháng 2 năm 1967, Lữ đoàn 1 Sư đoàn bộ binh 25 Mỹ đánh vào mạn phía tây đường số 22, áp lên biên giới Campuchia, mục đích của cuộc hành quân này là quét dọn vùng sông Vàm Cỏ Đông, lùa đối phương về hướng trung tâm (phía đông đường 22), hình thành bức tường phía tây bởi các chốt chặn Cần Đăng, Tà Xia, Lò Gò, chuẩn bị thế tiến công và bao vây sẵn cho cuộc hành quân Junction City. Theo kế hoạch, các đơn vị dàn quân theo hình móng ngựa để bao vây ba mặt chiến khu này, sau đó một số đơn vị có chiến xa, cơ giới công binh yểm trợ tiến vào giữa để tảo thanh, truy kích. Dàn trận trước tiên là các tiểu đoàn thuộc Lữ đoàn Không vận 173 Hoa Kỳ, đây là lữ đoàn xung kích trong suốt cuộc hành quân.
Ngày 22 tháng 2 năm 1967, mở màn cho chiến dịch là những trận pháo kích vô cùng ác liệt, ngay sau đó máy bay C-130 chở Lữ đoàn Không vận 173, nhảy dù xuống Cà Tum nằm trên tỉnh lộ số 4, nơi có ngả rẽ qua Bổ Túc, gần biên giới Campuchia (đây cũng là trận nhảy dù quy mô nhất trong Chiến tranh Việt Nam). Tiếp theo là 250 lần chiếc trực thăng chở Lữ đoàn 1 và Lữ đoàn 2 Sư đoàn bộ binh 1 "Anh cả đỏ" đổ bộ xuống Sóc Mới - Rùm Đuôn - An Khắc, nhằm khóa chặt biên giới phía bắc Tây Ninh. Trong lúc đó Lữ đoàn 2 Sư đoàn 25 cùng với Trung đoàn Thiết giáp số 11 của Mỹ từ Tây Ninh, theo đường số 4 tiến lên Đồng Pan, hợp với Lữ đoàn 173 tại Cà Tum, bức tường phía đông đã hình thành.
Từ ngày 23 tháng 2 đến 9 tháng 3 năm 1967, các đơn vị Quân Giải phóng tìm cách vượt thoát khỏi vòng vây của quân Mỹ - Việt Nam Cộng hòa. Về phía Mỹ, sau hơn 10 ngày hành quân của chiến dịch, các tướng lĩnh chỉ huy cũng đã phải thốt lên: Không tìm thấy chủ lực của đối phương ở đâu, không bắt được một lãnh đạo nào của Mặt trận Dân tộc Giải phóng miền Nam... cuộc hành quân chỉ gặp phải toàn cạm bẫy như chông, mìn, lựu đạn gài. Du kích thì lúc ẩn lúc hiện không sao tiêu diệt được, những căn cứ mà binh sĩ Mỹ vào được thì trống rỗng, chỉ tịch thu được những thứ mà đối phương không kịp mang đi. Những khi dừng chân thì bị bắn tỉa, bị ném lựu đạn, bị phóng rocket... bệnh tật cũng bắt đầu hoành hành. Thương vong do cạm bẫy, quấy nhiễu của du kích và bệnh tật của rừng nhiệt đới làm cho lính Mỹ thiệt hại ngày càng tăng, trở nên lo sợ, không còn hăng hái lùng sục nữa. Các kế hoạch tác chiến ban đầu không thực hiện được tốt, việc hợp quân trên vùng trung tâm căn cứ quân Giải phóng không thành công.
Hiểu rõ tình thế những mặt mạnh yếu trong chiến dịch Junction City, lực lượng chủ lực Quân Giải phóng miền Nam (Sư đoàn 9) sau khi phân tán thoát vòng vây đã tập trung lại, luồn sâu vào vùng hậu cứ của cuộc hành quân để tổ chức phản công. Đêm 6 tháng 3, pháo binh Quân Giải phóng bắn phá dữ dội vào cụm đóng quân Tà Xia và Truông Bình Linh. Đêm 10 tháng 3, Quân Giải phóng tập kích vào hai cụm đóng quân Đồng Pan và Bào Cỏ, chọc thủng tuyến đóng quân của một tiểu đoàn thuộc Lữ đoàn Không vận 173 Hoa Kỳ, gần trung tâm của Chiến khu C, cách thị xã Tây Ninh 30 km về hướng đông. Ngoài ra còn có nhiều trận phản công nhỏ lẻ và đặt mìn, phục kích trên các trục tiếp tế quan trọng, làm cho chiến dịch từ chủ động tìm-diệt sang bị động đối phó. Tính đến cuối ngày 11 tháng 3, sau 3 tuần liên tục truy kích, liên quân Mỹ - Việt Nam Cộng hòa tuyên bố đã loại ngoài vòng chiến 744 Quân Giải phóng, tuy nhiên các mục tiêu cơ bản đặt ra vẫn chưa đạt được. Giai đoạn I của chiến dịch kết thúc vào ngày 15 tháng 3 năm 1967, với một thành tích hoàn toàn không đáng kể và Tướng Jonathan Seaman bị mất quyền chỉ huy, thay bằng Tướng Bruce Palmer, Jr.

### Giai đoạn II và III
Giai đoạn II (từ 18 tháng 3 đến ngày 15 tháng 4 năm 1967), hướng tấn công chủ yếu của Chiến dịch Junction City là mạn đông tỉnh lộ số 4, được giới hạn bởi sông Sài Gòn, trọng tâm của chiến dịch nhằm về tuyến biên giới phía Đông Bắc Cà Tum và tuyến thượng nguồn sông Sài Gòn, được B-52 rải thảm không hạn chế.
Tỉnh lộ 4 Tây Ninh đi Cà Tum, bây giờ là bức tường phía tây của chiến dịch, các căn cứ Quản Lợi (Bình Long), Minh Thạnh (Núi Cát), Dầu Tiếng, Suối Đá (Tây Ninh); con đường số 13 huyết mạch kết hợp với các con đường 19, 22, 26 mới được sửa chữa, tạo thế tiến công từ phía đông sang tây. Lực lượng thiện chiến của các Sư đoàn 1, Sư đoàn 25, Sư 4, Sư 9... thì do máy bay trực thăng đổ bộ, hình thành các cụm căn cứ lớn khống chế biên giới Campuchia như Sóc Con Trăng, Đồng Rùm, Ba Vũng...
Khu vực này, trên thực tế là địa bàn xung yếu nằm trong hệ thống huyết mạch chính của Mặt trận Dân tộc Giải phóng miền Nam, nơi đây vừa là đầu cầu tiếp nhận viện trợ từ miền Bắc, vừa là nơi cất dấu hậu cần, khí tài, quân bị. Nơi đây còn là bàn đạp, để từ đó Quân Giải phóng tiếp cận các chiến trường Nam Tây Nguyên và Đông Nam bộ.
Bước vào giai đoạn này, sức mạnh quân sự của Quân đội Mỹ và Quân lực Việt Nam Cộng hòa không hề suy giảm, thậm chí có phần gia tăng hơn, nhưng ý chí chiến đấu không còn như đợt ra quân ban đầu nữa. Trong khi đó về phía Quân Giải phóng miền Nam, việc kết thúc giai đoạn I của chiến dịch diễn ra gần đúng với dự kiến ban đầu: bảo đảm tuyệt đối an toàn cho Trung ương Cục miền Nam, Bộ Tư lệnh Miền, Mặt trận Dân tộc Giải phóng miền Nam và các ban ngành, đoàn thể..., đặc biệt điều quan trọng bậc nhất là bảo toàn được lực lượng chủ lực của mình, do biết cất giấu kỹ. Do vượt qua được cột mốc thử thách trước sức mạnh Mỹ cộng với kinh nghiệm va chạm thực tiễn trong giai đoạn I, Quân Giải phóng miền Nam bước vào giai đoạn II với khí thế tự tin hơn và bản lĩnh hơn.
Ngày 19 tháng 3, Lữ đoàn 173 mở cuộc tấn công vào vị trí của Quân Giải phóng nằm về phía tây của Chiến khu C. Trong đêm đó, tại Bàu Bàng khi Lữ đoàn 1 Sư đoàn 9 Mỹ vừa tập kết chuẩn bị tham gia chiến dịch giai đoạn II, đã bị tấn công tại căn cứ. Ngày 20 tháng 3 năm 1967, giao tranh tiếp diễn tại nhiều hướng, theo Mỹ tuyên bố đến ngày này có 1.117 binh sĩ Quân Giải phóng tử thương; phía Hoa Kỳ có 143 tử trận, 659 người bị thương. Đêm 21 rạng sáng ngày 22 tháng 3 năm 1967, Quân Giải phóng tập kích Đồng Rùm sau 2 ngày vị trí này bị phía Mỹ đổ quân chiếm đóng, giao tranh ác liệt nổ ra kéo dài trong 6 giờ liền. Đêm 31 tháng 3, Quân Giải phóng tập kích căn cứ Ba Vũng. Ngoài ra, cụm căn cứ Sóc Con Trăng bị bao vây uy hiếp, làm hạn chế sức đánh phá của căn cứ này. Các vùng hậu cứ của Chiến dịch Junction City cũng bị pháo binh bắn phá như: Quản Lợi, Đồng Dù, Suối Đá. Chỉ huy sở của cuộc hành quân trú đóng tại Dầu Tiếng cũng bị pháo kích. Trên toàn mặt trận, sự kháng cự của Mặt trận Dân tộc Giải phóng miền Nam Việt Nam tỏ ra ngày càng mãnh liệt.
Từ 1 tháng 4, quân Mỹ bắt đầu triệt thoái từng bước, đến 15 tháng 4 năm 1967, quân đội Mỹ và Việt Nam Cộng hòa kết thúc giai đoạn II của chiến dịch. Đến ngày 15 tháng 4, chiến dịch bước sang giai đoạn III, nhưng đã phải nhanh chóng chấm dứt vào ngày 14 tháng 5 sau khi không thu được thêm nhiều kết quả. Chiến dịch Junction City đến đây chính thức kết thúc.
Hoa Kỳ tuyên bố đã có 2.728 quân Giải phóng tử trận, tuy nhiên con số này bị xem là phóng đại, bởi trong suốt cả chiến dịch quân Mỹ chỉ thu được 491 vũ khí cá nhân và 100 vũ khí cộng đồng của quân Giải phóng (chỉ bằng 1/5 con số bộ đội tử trận mà Mỹ tuyên bố) Còn theo thống kê của Việt Nam, toàn chiến dịch quân Giải phóng thương vong khoảng 1.530 người (10,2% quân số), trong đó có 255 chết (1,7% quân số)
Việt Nam Dân chủ Cộng hòa tuyên bố là trong trận này họ đã loại khỏi vòng chiến 11.000 quân của Mỹ và Việt Nam Cộng hòa, đã phá hủy hoặc gây hư hại 900 xe quân sự, phá hủy 119 súng đại bác hoặc súng cối của liên quân Mỹ - Việt Nam Cộng hòa. Tuy nhiên theo Đại tướng William Westmoreland thì con số thiệt hại của Mỹ là 282 lính chết và khoảng 1.560 bị thương (chưa kể vài trăm thương vong của quân VNCH); 107 thiết vận xa, 57 xe tăng, 28 xe vận tải và 11 khẩu đại bác bị phá hủy hoặc hư hại.